# Altán pramenu Svoboda
Altán pramenu Svoboda stojí nad minerálním pramenem téhož jména na levém břehu řeky Teplé na Mlýnském nábřeží v Karlových Varech. Byl zbudován v devadesátých letech 19. století.

## Historie

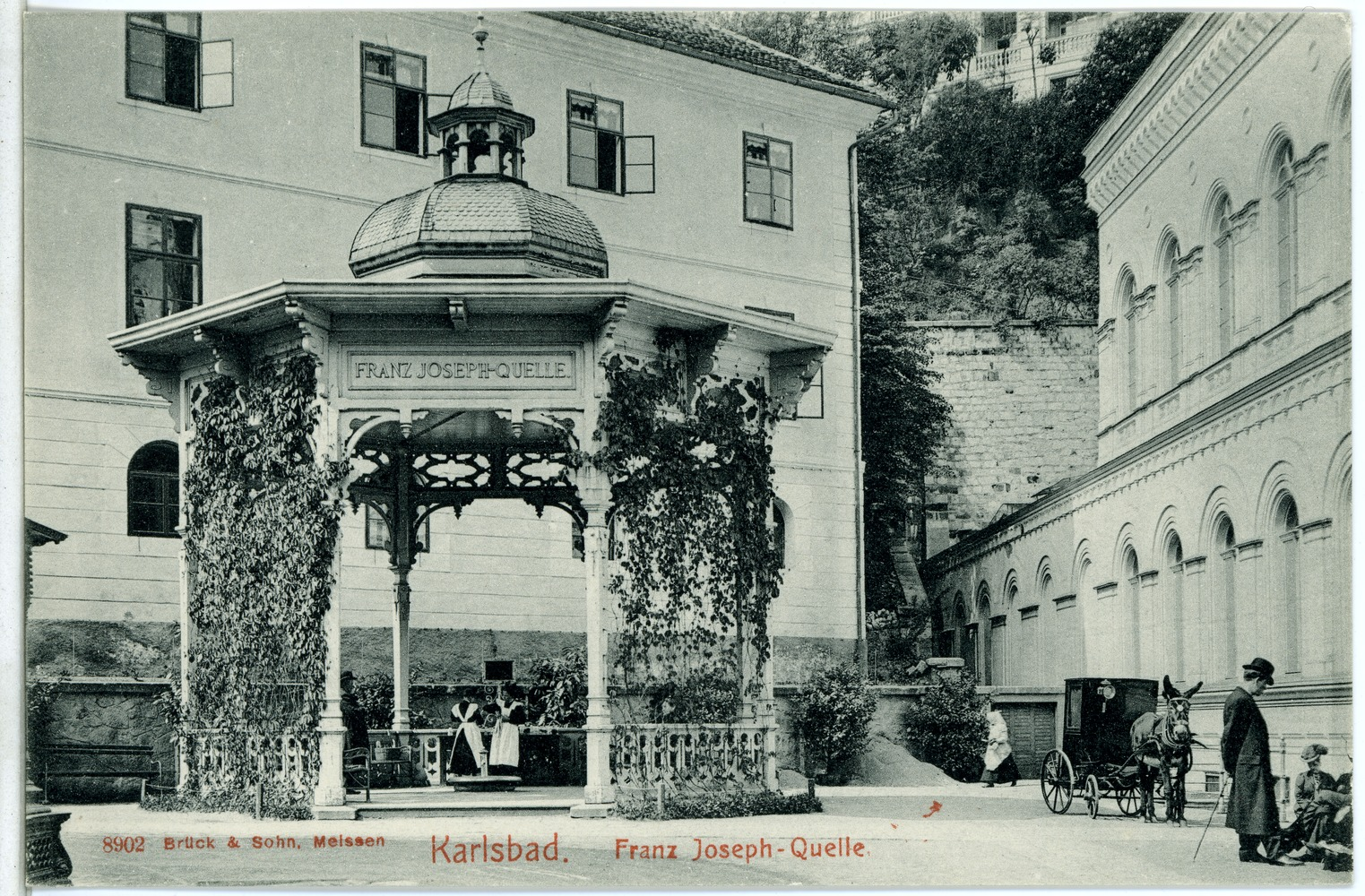
Foto z roku 1907

Altán byl postaven nad vývěrem minerálního pramene a měl původně jméno Lázeňský. Byl objeven při hloubení základů nového Lázeňského domu (později Lázně III) na počátku šedesátých let 19. století. Do roku 1918 se jmenoval podle císaře Františka Josefa I. – Franz Joseph-Quelle. V roce 1946 dostal název Svoboda.
Dřevěný altán nad jeho vývěrem byl postaven v devadesátých letech 19. století.

## Popis
Jedná se o otevřený osmiboký sloupový dřevěný altán. Je kryt plochou oplechovanou střechou, na níž je umístěna středová osmiboká kupole s břidlicovou krytinou. Ta je završena otevřenou dřevěnou sloupkovou lucernou s oplechovanou zvonovitou bání s korouhví na vrcholu.
Altán je zdoben dřevořezbou. Je průchozí, jeho čtyři strany jsou mezi sloupy vyplněny poli vyřezávaného dřevěného zábradlí. Počátkem 20. století byla některá pole mezi sloupy opatřena trelážemi a porostlá popínavými rostlinami. Ve druhé polovině 20. století byla na protilehlé pole ve směru přístupu od řeky instalována iluzivní dřevěná stěnová kulisa.
Podlaha je kryta deskami hlazené žuly a ohraničena profilovanými žulovými stupni. Uprostřed je umístěna pramenní váza s vývěrem pramene Svoboda.
Altán stojí na levém břehu řeky Teplé na Mlýnském nábřeží mezi Mlýnskou kolonádou a budovou Lázní III. Altán i pramen jsou celoročně volně přístupné.